# Michel Cesare Danielli
Michel Cesare Danielli (... – 1835-1837) è stato un pittore italiano della prima metà del 1800.
Affrescò in Genova la Chiesa di San Sisto (quartiere di Prè) e quella dei santi Quirico e Giuditta (quartiere S. Quirico in Valpolcevera), e il Palazzo Reale.
Morì in giovane età a causa dell'epidemia di colera che falcidiò gli abitanti di Genova, provocando più di 2.000 morti, dall'agosto del 1835 al 1837.